# Andrea und Marie
Andrea und Marie ist ein deutscher Fernsehfilm von Martin Enlen aus dem Jahr 1998 mit Iris Berben und Hannelore Elsner in den Hauptrollen. Die Geschichte basiert auf einer Idee von Heike Wiehle-Timm, die für den Film auch als Produzentin in Erscheinung trat.

## Handlung
Obwohl im Schlafzimmer schon seit Längerem nichts mehr läuft, liebt die Hamburger Architektin Marie ihren Mann Ralf immer noch sehr. Sie ahnt nicht, dass Ralf eine Affäre mit Andrea, einer Kunstlehrerin, hat. Andrea weiß zwar, dass Ralf verheiratet ist, will jedoch lieber nicht erfahren, wer ihre Rivalin ist. Marie und Ralf machen schließlich Urlaub auf ihrem Sommersitz an der Côte d’Azur. Bei der Gartenarbeit verletzt sich Ralf einen Rückenwirbel und muss ins Krankenhaus. Andrea macht mit ihrer Tochter Celine ganz in der Nähe ebenfalls Urlaub, war sie doch insgeheim mit Ralf dort verabredet.
Als Celine allein eine Straße entlangläuft, wird sie von zwei jungen Männern bedrängt. Marie kommt ihr zu Hilfe und nimmt Celine in ihrem Auto mit. Marie und Andrea lernen sich daraufhin kennen und verstehen sich auf Anhieb. In einem Dorf treffen sie sich zufällig wieder. Zusammen mit Celine gehen sie schwimmen und suchen später eine Ruine auf, die Andrea samt Grundstück geerbt hat. Als Andrea spontan ein Bild von Marie malt, schlägt diese vor, als Architektin eines Neubaus für das Grundstück Andrea tatkräftig zur Seite zu stehen. Nachdem Celine vorzeitig abgereist ist, um in England an einem Sprachkurs teilzunehmen, erzählen Marie und Andrea von Ralf, ohne zu wissen, dass sie von ein und demselben Mann sprechen. Als Marie jedoch erwähnt, dass ihr Mann Buchhändler sei, beginnt Andrea zu begreifen, dass Ralf Maries Ehemann ist. Als sich Andrea von Marie abrupt verabschiedet, glaubt Marie, Andrea mit den Bauplänen zu sehr bedrängt zu haben. Im Krankenhaus macht sie sich Vorwürfe und sagt Ralf, dass sie Andrea als Freundin, die sie so nie zuvor gehabt habe, nicht verlieren möchte. Andrea packt derweil ihre Sachen und reist weinend ab.
Zurück in Hamburg steht Ralf bei Andrea vor der Tür. Diese bittet ihn um Zeit und beendet vorerst die Beziehung. Marie trifft unterdessen Celine wieder und kurz darauf auch Andrea, die ihr die spontane Abreise aus Südfrankreich zu erklären versucht. Marie, die ihren Mann unbedingt mit Andrea bekanntmachen möchte, findet schließlich Andreas Telefonnummer in Ralfs Adressbuch. Als Ralf nach Hause kommt, konfrontiert sie ihn mit ihrer Entdeckung und zerreißt anschließend die Baupläne für Andreas Haus. Beide Frauen leiden nun darunter, Rivalinnen zu sein. Marie ist vor allem wütend auf ihren Mann, der mit ihr schon lange nicht mehr geschlafen hat, um sich offenbar für seine Geliebte aufzuheben. Andrea wiederum schämt sich, ihre erste wirkliche Freundin hintergangen zu haben, und versucht ihre Gefühle über das Malen zu verarbeiten. Celine macht ihr schließlich klar, dass sie nicht wissen konnte, dass ausgerechnet Marie Ralfs Ehefrau ist. Andrea gibt sich in der Folge einen Ruck und ruft Marie an, um ihr zu sagen, dass sie es bedaure, sie als Freundin verloren zu haben. 
Marie taucht daraufhin in Andreas Schule mit einem Modell des Hauses auf, das sie entworfen hat. Erleichtert lässt sich Andrea für ein halbes Jahr beurlauben und besorgt sich einen Kredit, um zusammen mit Marie das Bauprojekt in Südfrankreich zu realisieren. Nach ersten Arbeiten vor Ort besuchen sie ein altes verlassenes Kloster. Als Andrea anfängt, Marie zu fotografieren, entledigt sich diese spontan ihrer Kleider, um für Andrea zu posieren. Als Ralf Andrea einen hölzernen Elefanten als Geschenk zukommen lässt, kommt es zwischen den beiden Frauen zum Streit. Marie erträgt es nicht, dass Ralf Andrea mehr begehrt, obwohl diese älter ist als sie. Andrea ist wiederum verletzt, weil Marie zu glauben scheint, nur sie leide an Eifersucht, obwohl Andrea ebenso empfindet. Nachdem sie sich wieder vertragen haben, schauen sie sich in einem Café die entwickelten Aktfotos von Marie an. Als einer der Männer, der Celine bedrängt hatte, namens Dietmar sich unverschämt daran macht, sich die Bilder anzusehen, verpasst ihm Andrea eine Ohrfeige. In seinem Ego gekränkt, bezeichnet er die beiden Frauen als Lesben. 
Liebeshungrig bestellt sich Marie eines Abends einen Mann. Nachdem sie mit dem gutaussehenden Gigolo Raoul das Bett geteilt hat, bietet er seine Dienste auch Andrea an, die das Angebot erwartungsvoll annimmt. Als Andrea und Marie an einem Nachmittag in einer einsamen Bucht baden gehen, taucht plötzlich Dietmar mit seinem Freund auf. Als er frech wird und sich anschickt, Marie zu vergewaltigen, greift Andrea zu einem herumliegenden Brecheisen und verletzt Dietmar am Arm. Auf Drängen seines Freundes verlässt Dietmar die Bucht. Als schließlich auch Ralf wieder in Südfrankreich eintrifft, findet er seine beiden Frauen vergnügt in seinem Pool vor.

## Hintergrund
Andrea und Marie wurde im Auftrag von ARTE und dem ZDF von Relevant Film produziert. Hannelore Elsner und Iris Berben standen für den Film erstmals gemeinsam vor der Kamera. Gedreht wurde von Mai bis Juni 1997 in Hamburg und an der Côte d’Azur.
Am 2. Januar 1998 wurde der Film auf ARTE erstmals im deutschen Fernsehen gezeigt. Bei der Ausstrahlung im ZDF am 6. April 1998 lag die Einschaltquote bei 7,35 Millionen Zuschauern. 2007 erschien der Film auf DVD.

## Kritiken
Daniela Pogade von der Berliner Zeitung lobte die beiden Hauptdarstellerinnen: „Berben und Elsner bringen hier alle um den Verstand. Frauen. Männer. Regisseure. Und die Zuschauer.“
Die Bunte bezeichnete den Film gar als „Erotik-Gipfel der Powerfrauen“.
Dem Spiegel zufolge habe die Kritik anlässlich der Erstausstrahlung des Films die „unglaubwürdig[e] Handlung“ kritisiert. In den zwei darauffolgenden Jahren seien jedoch „so viele krude Storys über den Schirm gelaufen“, dass im Vergleich mit diesen Produktionen Andrea und Marie mit der dargebotenen Erotik auftrumpfen könne. Iris Berben und Hannelore Elsner seien „beide so anhaltend mit verführerischem Lächeln beschäftigt“, dass „der TV-Seher gar nicht mehr darauf achtet, was sie sagen“. Wie „die Elsner ergriffen und lüstern“ auf das „best[e] Teil“ des Gigolos herabblicke, gehöre geradezu „in die gehobene Klasse amourösen Geplänkels im deutschen TV-Movie“.
TV Spielfilm befand, dass durch die „unaufdringlich[e] Regie“ von Martin Enlen „die Dreiecks-Liebesgeschichte geschickt zwischen französischer Lebensfreude und deutscher Melancholie“ balanciere. Es handle sich kurzum um eine „reife Leistung eines reifen Ensembles“.